# إيرول (نيوهامشير)
إيرول (بالإنجليزية: Errol, New Hampshire)‏ هي بلدة أمريكية تقع في الولايات المتحدة في مقاطعة كوس (نيوهامشير). يقدر عدد سكانها بـ 291 نسمة ومساحتها 180.7 كم2 وترتفع عن سطح البحر 374 متر.